# Ferme aux Grives
La ferme aux Grives, surnommée en wallon les Cint Finiesses (les cent Fenêtres) et appelée jadis la ferme des Moines est une ferme ancienne située à Ocquier dans la commune de Clavier au sud de la province de Liège (Belgique). 

## Localisation
La ferme est située En Roua, no 17, dans la partie occidentale du village d'Ocquier, à proximité de la rive gauche du ruisseau d'Ocquier, cours d'eau affluent du Néblon. La route nationale 641 menant d'Ocquier à Huy passe au sud et à l'ouest du bâtiment.

## Historique
La ferme était une possession des moines de la principauté de Stavelot-Malmedy dont Ocquier faisait partie. Elle est citée dès le XIe siècle et dut avoir pour origine un établissement des Frères Hospitaliers de Jérusalem, servant de relais aux pèlerins en route vers Saint-Jacques de Compostelle. Mais la ferme est incendiée par les troupes françaises de Louis XIV en 1653. Elle est reconstruite dans les années qui suivirent par la famille de Goër de Herve. Elle servit en outre de relais postal. Par la suite la ferme devient successivement la propriété de plusieurs familles ou de notables : Herman Joseph de Borlé en 1739, Jean-Nicolas Conrard en 1782, la famille Gérard, les barons de Tornaco en 1860 et P. Raskin en 1946. Depuis sa reconstruction, la ferme a fait l'objet de plusieurs restaurations.

## Description
La ferme vaut surtout pour son imposant corps de logis (longueur d'environ 28 m) bâti en pierre calcaire dont la toiture à quatre pans est recouverte d'ardoises.
La façade sud-ouest possède 11 travées et deux niveaux et demi. Chaque travée, à l'exception de la travée centrale, compte deux baies à traverse surmontées d'un oculus ovale. La travée centrale est pourvue de baies à meneau. On comptabilise donc 55 baies vitrées sur cette façade.
La façade nord-est donnant sur la cour intérieure et un petit jardin à la française compte 8 travées composées de deux baies à traverse surmontées d'un oculus ovale à l'exception de la sixième travée possédant une porte d'entrée, deux baies à meneau et à traverse mais pas d'oculus. 39 baies vitrées ponctuent ainsi cette façade à laquelle est adossée une importante aile perpendiculaire. 
Le pignon sud-est compte 6 baies vitrées dont deux oculus tandis que le pignon nord-ouest est aveugle. 
Le corps de logis de la ferme possède donc 55 + 39 + 6 + 0 = 100 baies vitrées ou fenêtres justifiant ainsi le nom en wallon des Cint Finiesses.

## Classement
La ferme aux Grives : le logis, les anciennes étables sous fenil, la grange, la dépendance transformée en conciergerie, les porcheries, En Roua, n°17 ainsi que les murs, l'un devançant la propriété et l'autre la clôturant à l'est sont classés comme monument depuis le 23 juin 1993. 

### Sources et liens externes
- Inventaire du patrimoine culturel immobilier de la Région wallonne
- Photo de la façade nord-est de la ferme aux Grives